# Майк О'Мали
Майк Едуард „Майк“ О'Мали (на английски: Michael Edward „Mike“ O'Malley) (роден на 31 октомври 1966 г.) е американски филмов, телевизионен и озвучаващ актьор. През 90-те години участва в свой собствен сериал, озаглавен „Шоуто на Майк О'Мали“. Най-известната му роля е на Джими Хюз в ситкома „Да, мило“ (2000 – 2006).

## Личен живот
О'Мали живее в Лос Анджелис със съпругата си Лиса. Двамата имат три деца – Фиона, Шеймъс и Деклън.